# Palo (heráldica)

Ejemplo de palo heráldico.

En heráldica, se llama palo a la pieza heráldica que atraviesa el centro del escudo desde su parte superior hasta la inferior. Siempre es de color, metal o esmalte diferentes de los del campo. Cuando está reducido a una tercera parte de su dimensión ordinaria, se denomina «varita».
En el caso de que un único escudo cuente con más de un palo, estos reciben el nombre de «bastones» o «brazos».
Es el símbolo de las lanzas que poseían los caballeros.

## «En pal»
Se dice que están en pal las cargas alargadas puestas en sentido vertical, o bien las que están colocadas una bajo la otra en la dirección propia del palo. Aplicado a la partición del escudo, se llama terceado en pal el dividido en tres partes mediante líneas rectas verticales.